# Partido Avanzar
El Partido Avanzar (en tailandés: พรรคก้าวไกล, RTGS: Phak Kao Klai) fue un partido político socialdemócrata y progresista de Tailandia que se oponía a la influencia restante de la junta militar, que gobernó el país de 2014 a 2019. Fue fundado en 2014 como el Partido de Desarrollo Nacional de Tailandia (en tailandés: พรรคร่วมพัฒนาชาติไทย) y luego cambió su nombre al Partido Phung Luang (en tailandés: พรรคผึ้งหลวง), pero después de las elecciones generales tailandesas de 2019, volvió a su nombre original. Obtuvo su nombre actual en 2020 tras convertirse en el sucesor de facto del disuelto Futuro Hacia Adelante. El 7 de agosto de 2024 el partido fue su disuelto por orden judicial. Sus dirigentes han fundado una nueva formación progresista denominada Partido del Pueblo liderado por Natthaphong Ruengpanyawut.

## Historia
El partido se fundó oficialmente el 1 de mayo de 2014 como el Partido de Desarrollo Nacional de Tailandia.
A principios de 2020, el partido se convirtió en el sucesor de facto del Futuro Hacia Adelante, que había sido disuelto por una controvertida orden de la Corte Constitucional, ya que tras la decisión, 55 de los 65 diputados de Futuro Hacia Adelante (dirigidos por Pita Limjaroenrat) anunciaron su plan para unirse. Prometieron continuar con la agenda progresista y anti-junta de Futuro Hacia Adelante. Luego, el nombre del partido se cambió a Avanzar, junto con el lanzamiento de un nuevo logotipo similar al de Futuro Hacia Adelante.
El 7 de agosto de 2024 la Corte Constitucional de Tailandia ordenó la disolución del partido por intentan socavar la monarquía. Sus dirigentes han fundado una nueva formación progresista denominada Partido del Pueblo  que mantiene el color naranja de Avanzar.

## Ideología
El Partido Avanzar fue un partido político progresista de izquierda. Son conocidos por su plataforma a favor de la democracia y su objetivo de deshacerse de la influencia militar en la política tailandesa.
Algunas de sus políticas incluyen la legalización del matrimonio entre personas del mismo sexo, la igualdad económica, la eliminación del servicio militar obligatorio, la búsqueda de un referéndum sobre la reescritura de la constitución y la reforma de la monarquía.